# Эдвардс, Симона
Симона Энн-Мари Эдвардс (англ. Simone Ann-Marie Edwards; 17 ноября 1973, Кингстон — 16 февраля 2023, Флорида) — ямайская профессиональная баскетболистка, выступавшая в женской национальной баскетбольной ассоциации. На драфте ВНБА 1997 года она не была выбрана ни одной из команд, однако получила приглашение в тренировочный лагерь клуба «Нью-Йорк Либерти», от которого отказалась. В 2000 году смогла заключить договор с клубом «Сиэтл Шторм». Играла на позиции центровой. По окончании спортивной карьеры вошла в тренерский штаб команды NCAA «Радфорд Хайлендерс». В последнее время работала ассистентом главного тренера национальной сборной Ямайки.

## Биография
Симона Эдвардс родилась 17 ноября 1973 года в городе Кингстон, столице Ямайки.
Эдвардс была назначена национальным представителем Месяца карибско-американского наследия на июнь 2017 года. 9 июня 2017 года она выпустила книгу "Неудержимый: Мемуары о невзгодах, упорстве и триумфе". 6 августа 2017 года правительство Ямайки присудило баскетболистке национальную награду — Орден отличия, которым награждаются граждане Ямайки, добившиеся выдающихся и важных достижений в своей области.
Эдвардс умерла 16 февраля 2023 года от рака яичников 4 стадии.

## Карьера
Эдвардс не играла в баскетбол в старшей школе, но была замечена тренером по баскетболу из американского колледжа после соревнований по лёгкой атлетике на Ямайке. Впервые она привлекла к себе внимание во время обучения в Государственном колледже в Семиноле, штат Оклахома, приведя команду к непобедимому рекорду на конференциях и войдя в десятку лучших в Национальной спортивной ассоциации колледжей. За время своего пребывания в должности она стала первым игроком Kodak всеамериканец в школьной истории. В 1996-1997 годах она возглавляла Университет Айовы Хоукайс по проценту попаданий с игры (0,557) в старшем сезоне.
Эдвардс была одним из трёх игроков, выбранных из более чем 300 спортсменов в пробном лагере New York Liberty. Она была выбрана Liberty в качестве игрока развития в 1997 году, но никогда не видела игры, пока не подписала контракт с недавно открывшимся Seattle Storm в 2000 году. Она была единственным игроком, который был частью команды в каждой игре первых шести сезонов. Эдвардс выиграла чемпионат WNBA со Storm в 2004 году.
19 мая 2006 года, незадолго до начала сезона WNBA 2006 года, Эдвардс объявила о своём уходе из WNBA. Она ушла на пенсию как бессменный лидер команды по подборам, играм и сыгранным минутам.
С 1997 по 2007 год Эдвардс профессионально играла в баскетбол в Европе и Израиле. Эдвардс тренировала женскую сборную Ямайки по баскетболу и привела её к чемпионату Карибского бассейна 2014 года. 5 августа 2007 года она была принята на работу помощником тренера в Рэдфордский университет. Эдвардс была ассистентом в Университете Джорджа Мейсона с 2008 по 2011 год.